# Gare d'Amagne - Lucquy
La gare d'Amagne - Lucquy est une gare ferroviaire française des lignes de Soissons à Givet, d'Hirson à Amagne - Lucquy et d'Amagne - Lucquy à Revigny. Elle est située sur le territoire de la commune de Lucquy, à proximité d'Amagne, dans le département des Ardennes en région Grand Est.
C'est une halte voyageurs de la Société nationale des chemins de fer français (SNCF), desservie par des trains régionaux TER Grand Est.

## Situation ferroviaire
Établie à 82 mètres d'altitude, la gare d'Amagne - Lucquy est située au point kilométrique (PK) 101,957 de la ligne de Soissons à Givet, entre les gares en service de Rethel et de Poix-Terron ; s'intercalent les gares fermées de Saulces-Monclin et Launois. 
Gare de bifurcation, elle est également située au PK 61,8 de la ligne d'Hirson à Amagne - Lucquy (partiellement déclassée) et est l'origine, au PK 0,0, de la ligne d'Amagne - Lucquy à Revigny (partiellement déclassée).

## Histoire

### Gare de la compagnie des Ardennes

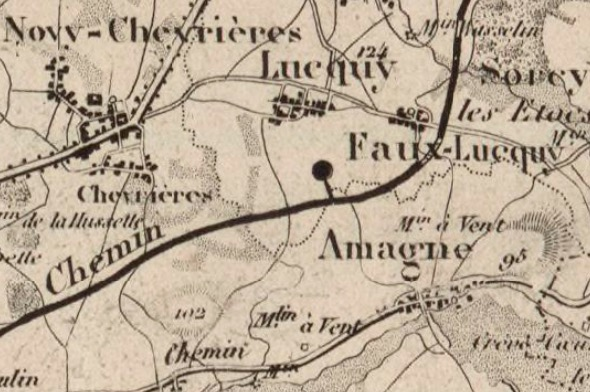
Situation de la station (1863).

Lors de l'assemblée générale de la compagnie des chemins de fer des Ardennes, le 30 avril 1858, le conseil de surveillance indique dans son rapport l'état des travaux sur la ligne de Reims à Charleville. Sur la section de Rethel à Charleville, il est prévu sept stations : Amagne est située entre Rethel et Saulces-Montelin, les chantiers des bâtiments, sont tous en cours, ils en sont au stade des fondations.
La compagnie ouvre à l'exploitation les 48 km entre Réthel et Mézières-Charleville, le 15 septembre 1858. Les stations, dont Amagne, sont « convenablement installées » mais ne sont pas terminées, donc seuls le service des voyageurs et celui des marchandises à grande vitesse sont ouverts. Le service des marchandises à petite vitesse ne doit pas tarder à ouvrir. La station est située « aux abords d'Amagne », à une certaine distance du village.

### Gare de la compagnie de l'Est
En 1864, la gare d'Amagne passe dans le réseau de la compagnie des chemins de fer de l'Est lorsqu'à lieu l'absorption, par fusion, de la compagnie des Ardennes le 1er janvier 1864, comme il était prévu par une convention de 1859.
Au mois d'août 1870, au début de la guerre franco-allemande de 1870, la gare se retrouve sur la ligne de front. Le 29 août, vers 17 heures, un « escadron de dragons prussiens » arrive en gare et s'attèle à couper la voie ferrée. Le 31 août le commandant Noyez, du 6e régiment de marche, sélectionne une centaine d'hommes dont des sapeurs du génie, et fait une reconnaissance jusqu'à la gare. N'ayant pas rencontré d'ennemis, les sapeurs réparent la voie et le groupe retourne à Rethel. Les trains circulent de nouveau entre Rethel et Mézières. Les jours suivants, les faits se reproduisent avec destruction de la voie par les prussiens et réparation par les français.
La station d'Amagne devient une gare de bifurcation lors de l'inauguration, le lundi 23 février 1873, de la ligne d'intérêt local d'Amagne à Vouziers, par Attigny. En 1874, la compagnie de l'Est débute l'installation d'un chantier de créosotage, pour les traverses en bois, à proximité de la gare. Elle y installe notamment deux voies de manœuvre. En 1877, elle double l'installation, et, en 1879, l'agrandit de manière importante, lui donnant sa configuration finale avec, sur cinq hectares, quatre séchoirs, un grand hangar, un petit atelier avec un magasin et un laboratoire. Il y a également un réfectoire pour les ouvriers, une maison servant de logement pour deux surveillants, les voies de manœuvres ont une longueur totale de 3 000 mètres.

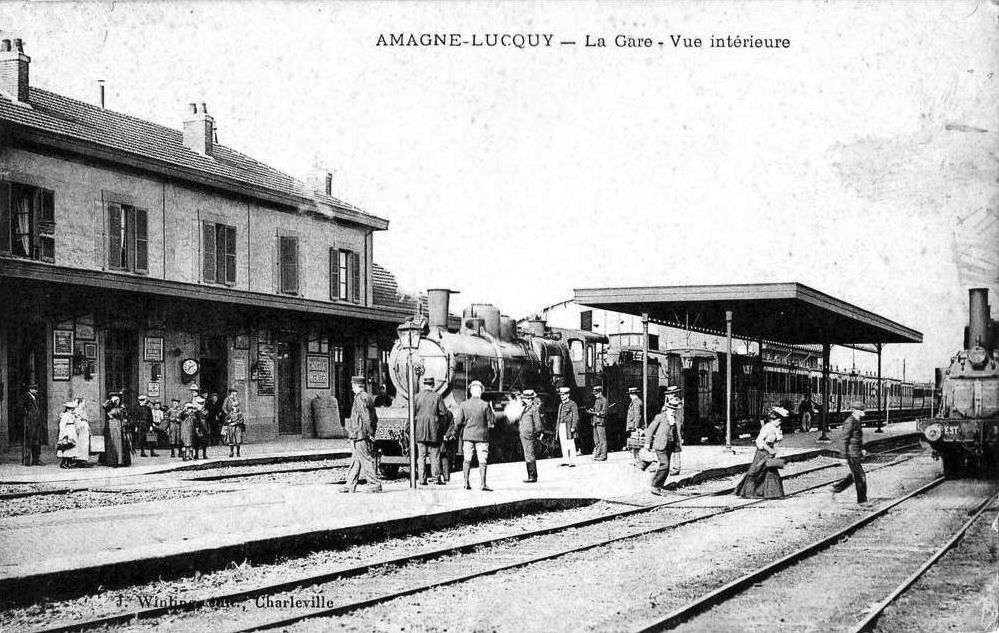
La gare dans les années 1900.

En 1883, la compagnie de l'Est ouvre au service son nouveau dépôt d'Amagne, situé au PK 102 de la ligne de Paris à Longwy.
En 1885, les Chemins de fer de l'Est mettent en service la ligne d'Hirson à Amagne - Lucquy via Wasigny - La Neuville et Liart.
La gare a possédé un buffet, situé dans un bâtiment séparé comportant deux niveaux, lequel a depuis été démoli. 

### Gare de la SNCF
Elle est fermée au trafic du fret le 15 octobre 2008.

## Fréquentation
Selon les estimations de la SNCF, la fréquentation annuelle de la gare figure dans le tableau ci-dessous .
| Année     | 2015   | 2016   | 2017   | 2018   | 2019   | 2020   | 2021   | 2022   | 2023   | 2024   |
| --------- | ------ | ------ | ------ | ------ | ------ | ------ | ------ | ------ | ------ | ------ |
| Voyageurs | 40 539 | 37 854 | 47 918 | 48 163 | 52 065 | 38 365 | 48 289 | 69 618 | 87 838 | 90 151 |

## Service des voyageurs

### Accueil

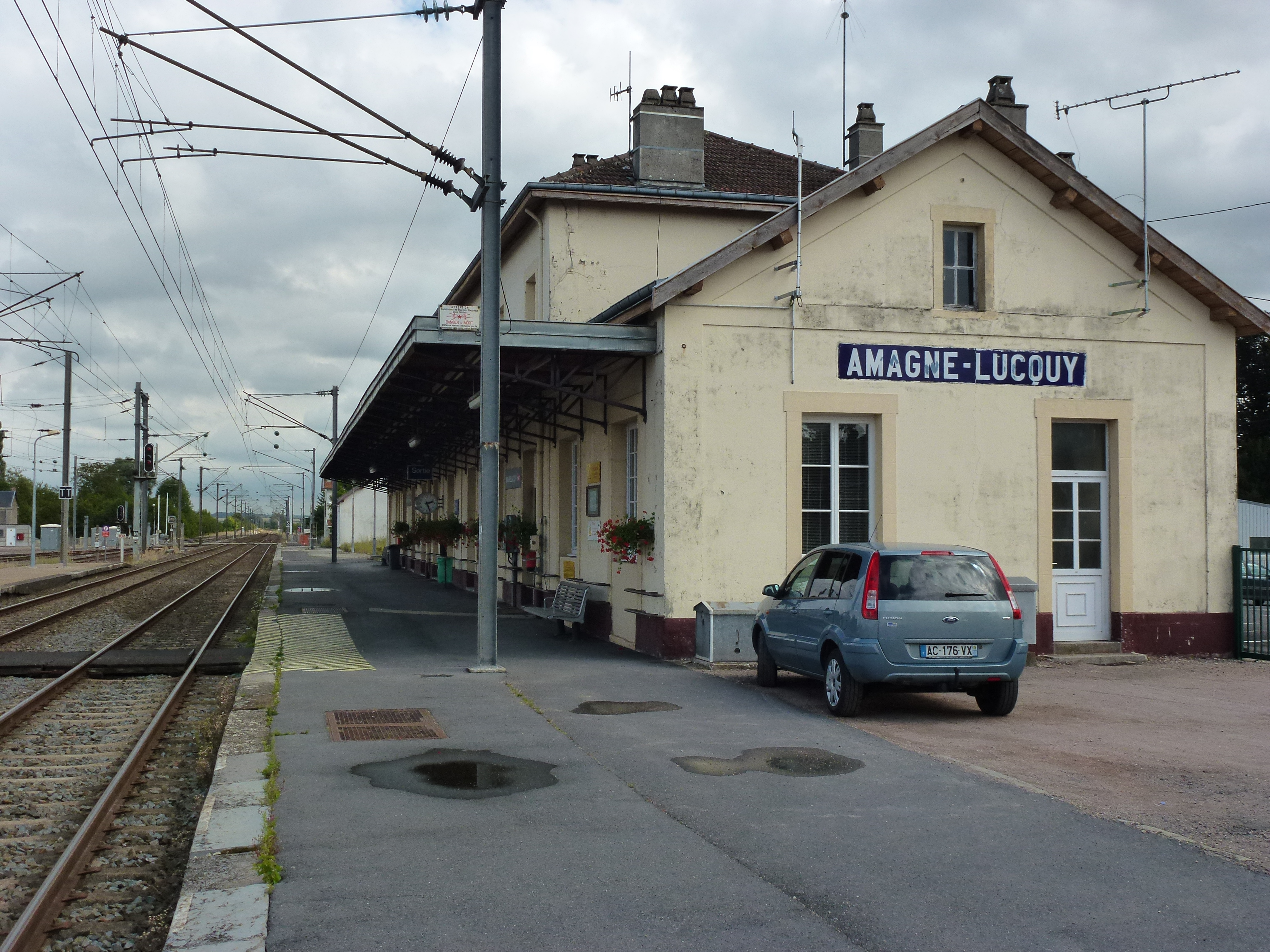
Bâtiment voyageurs et quai.

Halte SNCF, c'est un point d'arrêt non géré (PANG) à accès libre. Les voyageurs ont à leur disposition un abri sur chaque quai et des indicateurs d'horaires.

### Desserte
Amagne - Lucquy est desservie par des trains TER Grand Est, qui effectuent des missions entre les gares de Reims et de Sedan, en passant par Charleville-Mézières.

### Intermodalité
Le parking des véhicules est possible à proximité de l'ancien bâtiment voyageurs.

## Service de l'infrastructure
Disposant de nombreuses voies de service elle est ouverte et utilisée par le service infrastructure de la SNCF.

## Anciennes activités ferroviaires annexes

### Atelier de créosotage d'Amagne

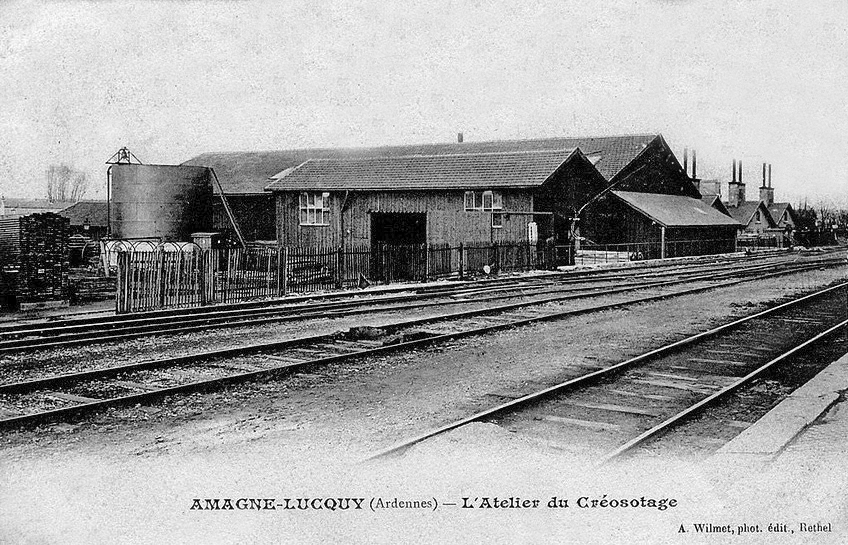
L'atelier au début des années 1900.

C'est en 1874 que la Compagnie des chemins de fer de l'Est décide d'installer un atelier à Amagne. Le choix du site est dû au fait qu'il y a une grande surface de terrain libre éloigné des habitations, du fait des risques sanitaires de cette activité. Néanmoins, la main-d'œuvre est disponible.
L'installation débute sur un terrain d'une surface de 150 ares, sur lequel sont construits : un atelier, un séchoir, 800 mètres de voies divisés en deux unités de manœuvre reliées par deux transversales, et des plaques tournantes installées aux croisements. L'atelier dispose : d'un cylindre fixe d'injection de 11 mètres de long, d'une pompe à air pneumatique, d'une pompe aspirante/refoulante à créosote, d'une saboteuse et d'une locomobile de 12 chevaux de marque Calla. Ce chantier dispose également de matériel de manutention et d'un espace pour entreposer 75 000 traverses. D'importants compléments sont apportés en 1877 et 1879.
En 1898, la surface utilisée est de 5 hectares, dont un est utilisé pour l'activité et les manutentions, et quatre autres pour le stockage des traverses avant et après le traitement. C'est dans un grand hangar, d'une surface totale de plus de 1 000 m2, que l'on trouve l'outillage mécanique, et, en annexes, un petit atelier, un magasin ainsi que des bureaux. Isolés, il y a quatre séchoirs à air chaud et un petit laboratoire. Sur un autre emplacement du site, ont été construits un réfectoire pour les ouvriers et une maison servant d'habitation pour deux surveillants.

### Dépôt d'Amagne

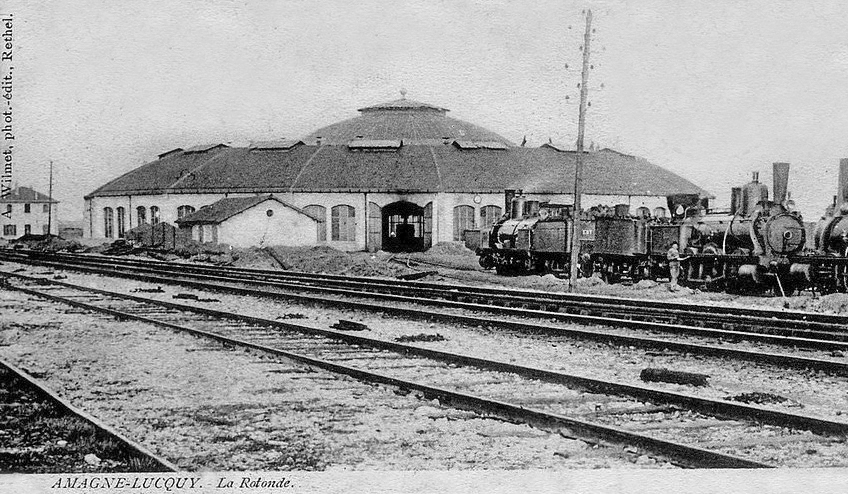
La rotonde du dépôt, au début des années 1900.

Un dépôt ferroviaire, avec des ateliers de réparation, avait été créé à Amagne en 1883 pour assurer la traction des marchandises et omnibus voyageurs sur l'étoile ferroviaire à quatre branches existant en ce lieu. Ce dépôt était également à proximité d'un tronçon appréhendé par les tractionnaires, au temps des locomotives à vapeur, particulièrement en période hivernale. La portion de voie ferrée entre Amagne-Lucquy et Launois-sur-Vence se caractérisait par une rampe continue sur 13 km à la déclivité moyenne de 10 ‰.
Pour abriter et réparer les locomotives, le dépôt disposait d'une rotonde, munie de 30 voies et d'un pont tournant de 19 mètres. Un centre d'apprentissage existait également sur place, alimenté par la jeunesse des villages environnants.  Cette rotonde a été bombardée les 11 et 15 mai 1944 par les alliés, causant des dégâts considérables. Après la Seconde Guerre mondiale, le centre vivote puis est définitivement fermé en 1969, et ces installations d'entretiens des locomotives sont rasées.

## Patrimoine ferroviaire

### L'ancien bâtiment voyageurs

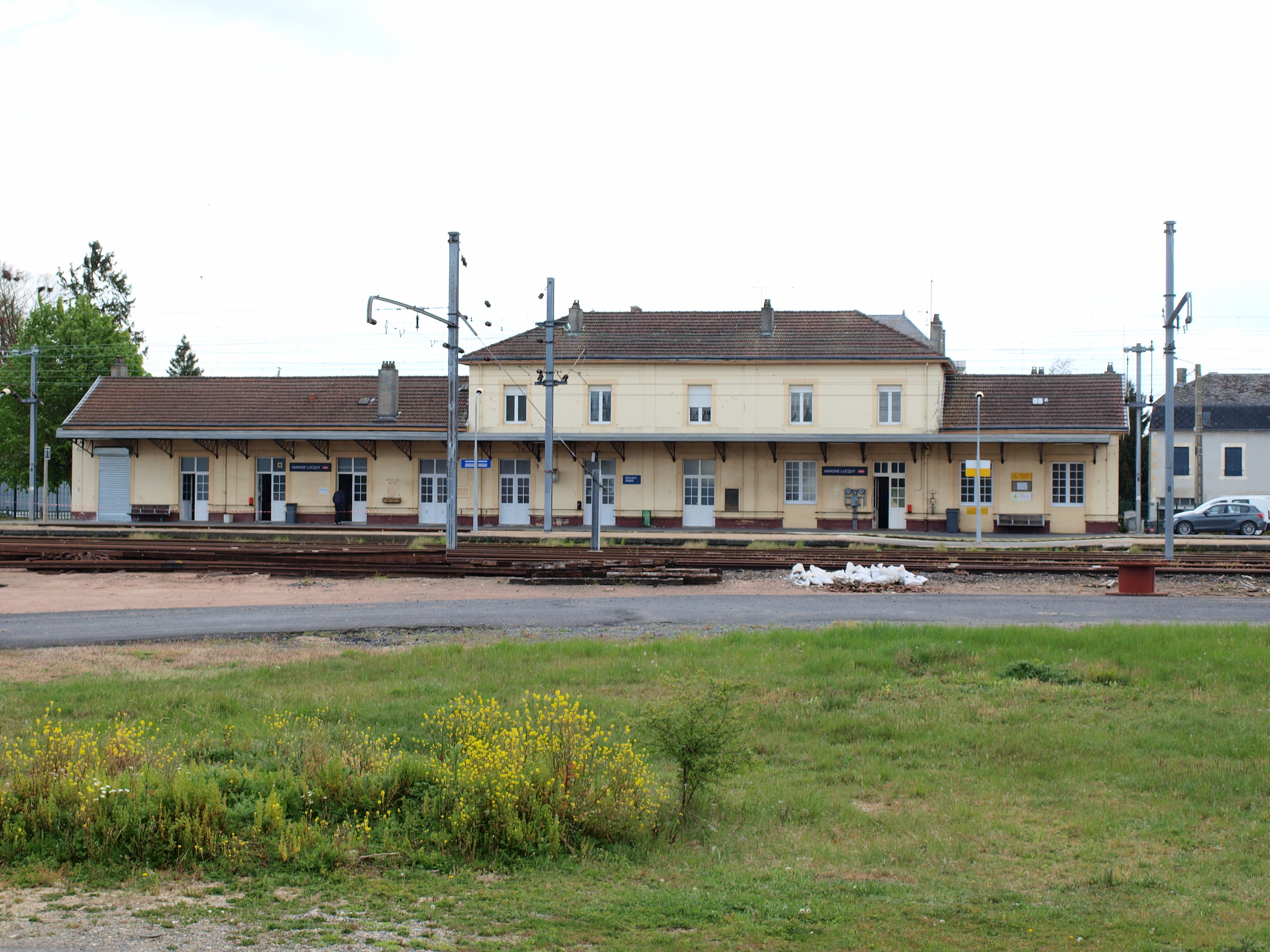
Le bâtiment, côté voies, en 2014

Le bâtiment voyageurs est identique à ceux des gares de Bazancourt, d'Onville et de Bologne (Haute-Marne). Il possède des éléments stylistiques de la Compagnie des chemins de fer de l'Est. Il s'agit d'un bâtiment rectangulaire d'un étage, comportant cinq travées sous une toiture à deux croupes ; la travée médiane est séparée des autres par une paire de discrets pilastres. Deux ailes latérales sans étage, sous toiture à deux pans, flanquent ce bâtiment ; elles comportent respectivement deux et cinq travées.

### Train touristique
Le chemin de fer touristique du sud des Ardennes (CFTSA), basé à Attigny,  propose ponctuellement des trajets de train touristiques en autorail « Picasso » entre la gare d'Amagne - Lucquy et celle de Challerange.